# Akušinskij rajon
L'Akušinskij rajon (in russo Акушинский район?) è un distretto municipale del Daghestan, situato nel Caucaso.